# Roman Bronfman
Roman Bronfman (hebr. ‏רומן ברונפמן‎, ur. 22 kwietnia 1954) – izraelski polityk lewicowy. Członek Knesetu w latach 1996-2006 i partii Merec-Jachad.
Urodził się na Ukrainie, tam ukończył studia z języka i literatury rosyjskiej na uniwersytecie w Czerniowcach. Do Izraela wyemigrował w 1980 roku. W armii izraelskiej służył w lotnictwie, zakończył służbę w stopniu sierżanta.
Jest doktorem rusycystyki i slawistyki, które ukończył na Uniwersytecie Hebrajskim w Jerozolimie. Przed rozpoczęciem kariery politycznej był nauczycielem akademickim i dziennikarzem (redaktorem naczelnym rosyjskojęzycznej gazety „Wriemia”). Początkowo członek partii Jisra’el ba-Alijja, przez pewien czas nawet przewodniczący klubu parlamentarnego tego ugrupowania. W latach 1993–1996 członek rady miejskiej Hajfy i miejskiego urzędu absorpcji imigrantów. W latach 1996–1998 prezes Forum Syjonistycznego.